# 2011年バスケットボール女子欧州選手権
2011年FIBAヨーロッパ女子バスケットボール選手権（2011 European Basketball Championship for Women）は、2011年にポーランドで開催されたバスケットボール欧州選手権女子大会。ロンドンオリンピック予選も兼ねる。
優勝したロシアが五輪出場権を獲得。2位－5位のトルコ、チェコ、フランス、クロアチアは世界最終予選出場権を獲得。

## 出場国
16チームが参加。以下の7チームが予選免除で出場権を得ている。
開催国
- ポーランド

2010年世界選手権出場国
- フランス
- ロシア
- スペイン
- ベラルーシ
- ギリシャ
- チェコ

残る9チームを予選により決定。
- イギリス
- リトアニア
- モンテネグロ
- トルコ
- クロアチア
- イスラエル
- スロバキア
- ラトビア

## 最終結果
| Place | Team         |
| ----- | ------------ |
| 1     | ロシア       |
| 2     | トルコ       |
| 3     | フランス     |
| 4     | チェコ       |
| 5     | クロアチア   |
| 6     | モンテネグロ |
| 7     | リトアニア   |
| 8     | ラトビア     |
| 9–12  | ベラルーシ   |
| 9–12  | スペイン     |
| 9–12  | イギリス     |
| 9–12  | ポーランド   |
| 13–16 | ギリシャ     |
| 13–16 | スロバキア   |
| 13–16 | ドイツ       |
| 13–16 | イスラエル   |